# Calvin i Hobbes

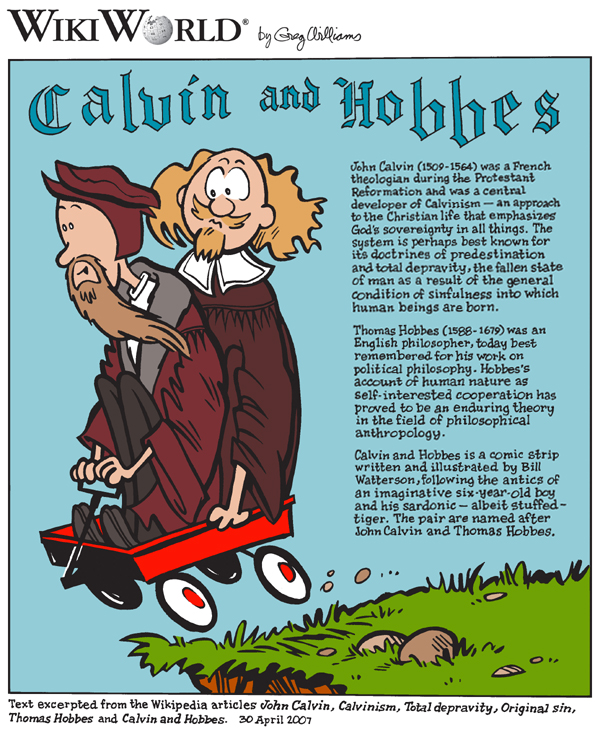
Tytułowi bohaterowie zawdzięczają imiona Janowi Kalwinowi i Thomasowi Hobbesowi.

Calvin i Hobbes (ang. Calvin and Hobbes) – bohaterowie serii komiksów pod tym samym tytułem, ukazujących się pierwotnie w postaci pasków komiksowych w wielu gazetach na całym świecie. Pierwszy pasek ukazał się 18 listopada 1985 roku, natomiast ostatni w 1995. Twórcą serii jest Bill Watterson.
Calvin to sześcioletni chłopiec, którego najlepszym przyjacielem jest pluszowy tygrys Hobbes. (Ich imiona pochodzą od nazwisk Jana Kalwina, francuskiego reformatora chrześcijaństwa i Thomasa Hobbesa, angielskiego filozofa). We dwóch przeżywają przygody, w fabułach których wielką rolę odgrywa swoiste pojmowanie przez Calvina praw rządzących światem dorosłych. Istotną rolę w komiksie odgrywają takie postaci drugoplanowe jak rodzice Calvina, jego szkolni koledzy i nauczyciele oraz złośliwa opiekunka do dziecka. Dzięki zastosowanemu przez autora zabiegowi graficznemu, czytelnik widzi wyraźnie, że tygrys ożywa tylko w wyobraźni chłopca, dla pozostałych bohaterów komiksu jest tylko zwykłą pluszową zabawką.

## Postacie główne
Calvin – Calvin to wiecznie 6-letni dzieciak z niesamowitymi pomysłami. Około 70% swojego czasu spędza w świecie wyobraźni. Posiada wiele alter ego. Pod jego łóżkiem żyją potwory. Jest dyktatorem-na-wieki klubu PFUJ (Precz z Fstrętnymi Uciążliwymi Jędzami). Nie znosi dziewczynek ani jedzenia robionego przez mamę. Uwielbia pizzę i desery. Lubi robić ludziom na złość. Ma wielu „arcywrogów”.
Hobbes – pluszowy tygrys Calvina i jego najlepszy przyjaciel. W świecie wyobraźni Calvina, Hobbes ożywa. Uwielbia czytać komiksy Calvina i dorysowywać postaciom wąsy. Towarzyszy Calvinowi niemal na każdym kroku. Jego szalone pomysły ujmuje w jakże sarkastyczny sposób. Należy do klubu PFUJ, jest jego pierwszym tygrysem oraz prezydentem i czasami El tigre numero uno.

## Postacie drugoplanowe
Zuzia Derkins (Susie Derkins) – Sąsiadka i koleżanka z klasy, najpilniejsza uczennica. Przez Calvina „jej pamiętnik staje się coraz dziwniejszy”. Chce się przeprowadzić. Czasami jednak można zauważyć, że podkochuje się w Calvinie.
Rodzice Calvina – W komiksie nie są znani z imion. Ojciec jest rzecznikiem patentowym, matka zajmuje się domem.
Pani Kornik (Mrs. Wormwood) – Nauczycielka Calvina. Jest często świadkiem jego złego zachowania. Od numeru 9. komiksu, pani Kornik pije już trzy szklanki leków uspokajających dziennie. Odlicza też, ile jej zostało do emerytury.
Moe – Chuligan szkolny. Okrada Calvina i lubi go bić.
Dyrektor – Dyrektor szkoły, do której chodzi Calvin. Z powodu złego zachowania Calvin jest często do niego posyłany.
Rosalyn – Opiekunka Calvina. Studentka. Nie znosi Calvina, jednak opieką zarabia na studia. Potrafi tyranizować Calvina. Ma chłopaka o imieniu Charlie.

## Najważniejsze alter ego Calvina
Astronauta Spiff (Spaceman Spiff) – Mężny astronauta badający najodleglejsze zakątki kosmosu. Często walczy z ohydnymi potworami z innych planet. Ma czerwony kosmolot. Mówi o sobie w 3. osobie. Najczęściej walczy ze stworami z planety Zork (Zorgami, jego matka staje się Królową Zorgów).
Niesamowity Man (Stupendous Man) – Superbohater walczący ze zbrodniami (np. opiekunką). Posiada wiele supermocy. Jego kryjówką jest szafa Calvina, a bazą – domek na drzewie. Mówi o sobie w 3. osobie. Jego najwięksi wrogowie to Mama-Lady (jego matka), Irytująca Dziewczynka (Zuzia), nikczemna opiekunka (Rosalyn) i Krabonauczycielka (jego nauczycielka).
Pocisk Smugowy (Tracer Bullet) – Prywatny detektyw rodem z filmów noir. Często rozwiązuje niewyjaśnione zagadki (np. wynik dodawania). W przeciwieństwie do innych alter ego Pocisk mówi o sobie w pierwszej osobie. Część historyjek z jego udziałem jest wyraźnie (graficznie i językowo) stylizowana na znany komiks Sin City.
Dinozaury

## Wynalazki Calvina
- Wehikuł Czasu – Pudło odwrócone dnem do dołu. Calvin i Hobbes cofali się nim w przeszłość by sfotografować dinozaury. Gdy pewnego razu próbowali znaleźć się w przyszłości, przypadkowo znaleźli się w prehistorii.

- Duplikator – Pudło odwrócone dnem w bok. Klonuje obiekty. Pierwszym był Calvin, lecz duplikaty przyniosły negatywny efekt. Wynalazek stał się potem etykatorem.

- Transmutator – Pudło odwrócone dnem do góry. Zmienia indywiduum w cokolwiek. Calvin zmienił się w tygrysa, ale znudziło go to. Potem użył go by powstrzymać duplikaty przed dalszym psuciem jego reputacji. Opracował lepszą wersję duplikatu.

- Etykator – Dopracowany duplikat. Duplikat jest mądry, uprzejmy i posłuszny. Jest też nieco „kujonowaty”, przez co Calvin też musiał go wygnać. Kiedy klon miał złą myśl, przestał egzystować.

- Transmutator podręczny – Ulepszony transmutator w wersji blaster. Wystarczy, że wystrzeli, a obiekt zmieni się w cokolwiek. Efekt jest tymczasowy. Pewnego razu uratował Calvina, gdy ten spadał.

## Wydania
W Polsce komiks pojawił się pierwotnie pod niewłaściwą nazwą w magazynie komiksowym Kelvin & Celsjusz, razem z innymi tytułami w odcinkach (10 numerów magazynu ukazało się w latach 1994–1995 nakładem wydawnictwa Pol-Nordica; w magazynie prezentowano m.in. prace czołówki polskich autorów). Paski z tej serii pojawiają się regularnie w polskich dziennikach (m.in. w Super Expressie i warszawskim dodatku Dziennika). W 2004 Egmont Polska rozpoczął publikację zbiorczych albumów z paskami, powracając do właściwego tytułu i imion bohaterów: Calvin i Hobbes.
W polskiej prasie i internecie, w zależności od tłumacza, Hobbes nosił imię Celsjusz, Hops czy Mrożek.

### Spis albumów
1. Calvin i Hobbes (Calvin and Hobbes) 1987, wyd. polskie 2004
2. Coś się ślini pod łóżkiem (Something Under the Bed is Drooling), 1988, wyd. polskie 2004
3. Jukon czeka! (Yukon Ho!), 1989, wyd. polskie 2005
4. Dziwadła z obcej planety (Weirdos From Another Planet!), 1990, wyd. polskie 2006
5. Zemsta pilnowanych (The Revenge of the Baby-Sat), 1991, wyd. polskie 2006
6. Rozwój nauki robi „brzdęk” (Scientific Progress Goes „Boink”), 1991, wyd. polskie 2007
7. Atak obłąkanych, zmutowanych śnieżnych potworów zabójców (Attack of the Deranged Mutant Killer Monster Snow Goons), 1992, wyd. polskie 2007
8. Dni są po prostu za krótkie (The Days Are Just Packed), 1993, wyd. polskie 2008
9. To magiczny świat (It’s a Magical World), 1996, wyd. polskie 2008
10. Wszędzie leżą skarby (There’s Treasure Everywhere), 1996, wyd. polskie 2008
11. Dziki kot – psychopatyczny morderca (Homicidal Psycho Jungle Cat), 1994, wyd. polskie 2008